# 私立学校振興助成法
私立学校振興助成法（しりつがっこうしんこうじょせいほう、昭和50年7月11日法律第61号）は、私立学校の振興助成に関する日本の法律である。私学助成振興法、私学助成法ともいう。
1975年（昭和50年）7月11日公布、1976年（昭和51年）4月1日施行。

## 概要
私立学校振興助成法にいう「学校」とは、学校教育法（昭和22年法律第26号）1条に規定する学校及び就学前の子どもに関する教育、保育等の総合的な提供の推進に関する法律（平成18年法律第77号）第2条第7項に規定する幼保連携型認定こども園を指す（法2条1項）。学校教育法1条に規定する「学校」（いわゆる一条校）とは、次の9種である。
- 幼稚園
- 小学校
- 中学校
- 義務教育学校
- 高等学校

- 中等教育学校
- 特別支援学校
- 大学
- 高等専門学校

これらの「学校」を設置する「学校法人」（法2条2項・私立学校法3条）に対しては、国又は地方公共団体が、私立学校振興助成法施行令（昭和51年政令第289号）の定める基準に従って、助成することができる。また、国又は地方公共団体は、学校法人に対し、国会の議決又は地方議会の議決を経て、助成することもできる（法10条）。ただし、助成を受ける学校法人は、「所轄庁」である文部科学大臣または都道府県知事（法2条4項、私立学校法4条）に経営状況の報告を行うことや、学則に定める収容定員が大幅に超過してはならないことなど、所定の監督に服さなければならない（法12条以下）。
学校教育法が定める教育施設には、この9種の他、「専修学校」（学校教育法124条）と「各種学校」（同法134条1項）がある。国又は地方公共団体は、専修学校や各種学校を設置する「準学校法人」（私立学校法64条4項）に対しても、国会の議決又は地方議会の議決を経て、助成を行うことができる（法16条）。この場合も、助成を受ける準学校法人は、所轄庁の監督に服さなければならない（同条）。
また、附則2条は、当分の間、私立の幼稚園又は幼保連携型認定こども園を設置する者であって学校法人でない者（「学校法人以外の私立の幼稚園又は幼保連携型認定こども園の設置者」）に対しても、助成することを定める。この場合も所轄庁の監督に服する。

## 構成
- 第1条 (目的)
- 第2条 (定義)
- 3条 (学校法人の責務)
- 4条 (私立大学及び私立高等専門学校の経常的経費についての補助)
- 5・6条 (補助金の減額等)
- 7条 (補助金の増額)
- 8条 (学校法人が行う学資の貸与の事業についての助成)
- 9条 (学校法人に対する都道府県の補助に対する国の補助)
- 10条 (その他の助成)
- 11条 (間接補助)
- 12条 (所轄庁の権限)
- 12条の2・13条 (意見の聴取等)
- 14条 (書類の作成等)
- 15条 (税制上の優遇措置)
- 16条 (準学校法人への準用)
- 17条 (事務の区分)

## 関連文献・記事
- CiNii>私立学校振興助成法